# Бетания (Пернамбуку)
Бетания (порт. Betânia) — муниципалитет в Бразилии, входит в штат Пернамбуку. Составная часть мезорегиона Сертан штата Пернамбуку. Входит в экономико-статистический микрорегион Сертан-ду-Мошото. Население составляет 11 548 человек на 2007 год. Занимает площадь 1244,07 км². Плотность населения — 9,28 чел./км².
Праздник города — 19 марта.

## История
Город основан в 1928 году.

## Статистика
- Валовой внутренний продукт на 2005 год составляет 26 283 тысяч реалов (данные: Бразильский институт географии и статистики).
- Валовой внутренний продукт на душу населения на 2005 год составляет 2315 реалов (данные: Бразильский институт географии и статистики).
- Индекс развития человеческого потенциала на 2000 год составляет 0,593 (данные: Программа развития ООН).

## География
В соответствии с классификацией Кёппена, климат относится к категории BShW.